# Svarte-Myresjön
Svarte-Myresjön är en sjö i Färgelanda kommun i Dalsland och ingår i Örekilsälvens huvudavrinningsområde. Sjöns area är 0,04 kvadratkilometer och den befinner sig 122,5 meter över havet.